# Třída U1
Třída U1 byla třída ponorek švédského námořnictva. Celkem bylo postaveno devět jednotek této třídy. Ve službě byly v letech 1942–1976. V 60. letech bylo šest ponorek modernizováno na třídu Abborren. Ponorka U3 byla zachována jako muzejní loď v Malmö.

## Stavba
Byly to malé pobřežní ponorky, o jejichž stavbě bylo rozhodnuto po vypuknutí druhé světové války. Jejich konstrukce byla co nejvíce zjednodušena za účelem zrychlení stavby a úspory nákladů. Celkem bylo postaveno devět jednotek této třídy. Pět jich postavila švédská loděnice Kockums v Malmö a čtyři loděnice Örlogsvarvet v Karlskroně. Do služby byly přijaty v letech 1942–1944.
Jednotky třídy U1:
| Jméno | Založení kýlu | Spuštěna      | Vstup do služby | Status                                       |
| ----- | ------------- | ------------- | --------------- | -------------------------------------------- |
| U1    | 1940          | červen 1941   | květen 1942     | Vyřazena 1960.                               |
| U2    | 1940          | květen 1942   | březen 1943     | Vyřazena 1961.                               |
| U3    | 1940          | červen 1942   | listopad 1943   | Vyřazena 1964, muzejní loď.                  |
| U4    | 1943          | červen 1943   | duben 1944      | Od roku 1964 Forellen (For), vyřazena 1970.  |
| U5    | 1943          | červenec 1943 | červen 1944     | Od roku 1964 Abborren (Abb), vyřazena 1976.  |
| U6    | 1943          | srpen 1943    | červenec 1944   | Od roku 1964 Siken (Sik), vyřazena 1974.     |
| U7    | 1943          | listopad 1943 | září 1944       | Od roku 1964 Gäddan (Gäd), vyřazena 1973.    |
| U8    | 1943          | duben 1944    | říjen 1944      | Od roku 1964 Laxen (Lax), vyřazena 1976.     |
| U9    | 1943          | květen 1944   | listopad 1944   | Od roku 1964 Makrillen (Mak), vyřazena 1976. |

## Konstrukce

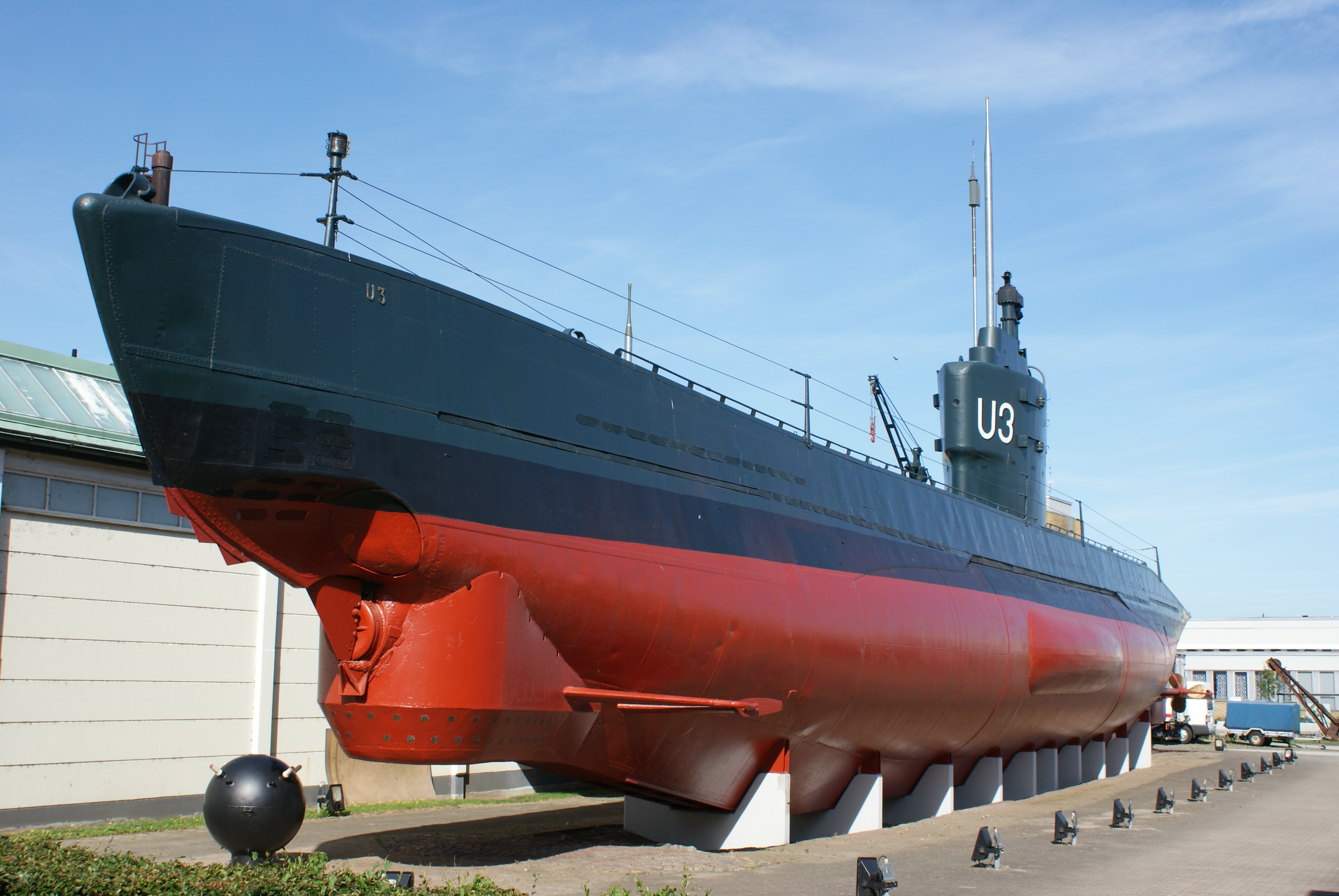
Ponorka U3

Ponorky byly vyzbrojeny jedním 20mm kanónem a čtyřmi 533mm torpédomety (tři na přídi a jeden na zádi) se zásobou osmi torpéd. Pohonný systém tvořil jeden diesel-generátor MAN o výkonu 1350 hp a dva elektromotory, pohánějící dva lodní šrouby. Nejvyšší rychlost dosahovala 13,8 uzlu na hladině a 7,5 uzlu pod hladinou.

### Modernizace
V letech 1962–1964 byly ponorky U4–U9 modernizovány pro boj s nepřátelskými ponorkami. Zároveň dostaly nová jména. Odstraněn byl kanón a záďový torpédomet. Trup a velitelská věž dostaly vylepšený tvar. Do přepracované zádě za velitelskou věží byl umíštěn rotační zásobník pro po kabelu naváděná protiponorková torpéda. Příďové torpédomety zůstaly zachovány. Celkem bylo na palubě 12 torpéd. Do přídě byl instalován sonar. Zásadně byl přestavěn také pohonný systém. Tvořily dva diesel-generátory MAN o výkonu 1500 hp a dva elektromotory o výkonu 750 hp. Lodní šroub byl pouze jeden. Nejvyšší rychlost ponorky se zvýšila na 14 uzlů na hladině a 9 uzlů pod hladinou.